# Брезинка (Добруша-Хуска)
Брезинка (на горнолужишки: Brězynka, на немски: Brösang) е село в Германия, в историко-географската област Горна Лужица, която е населена предимно с лужишки сърби. То е разположено в община Добруша-Хуска, окръг Бауцен, провинция Саксония. Населението на селото според преброяването през 2011 г. е 67 души.

## Население
Численост на населението според преброяванията през годините:
- 1777 – 2 души[2]
- 1834 – 93 души[2]
- 1871 – 105 души[2]
- 1884 – 114 души
- 1890 – 113 души[2]
- 2011 – 67 души[1]

В статистическото произведение „Добавки към статистиката и етнографията на лужицките сърби“ на Арнощ Мука се посочва, че през 1884 г. селото има 114 жители, като 99 от тях са лужишки сърби (86,84 %). Повечето жители изповядват лутеранство.